# Мороз (залив)
Мороз — залив в северо-восточной части озера Мария (бассейн реки Сил) в провинции Манитоба, Канада. Расположен в 2200 км к северо-западу от столицы страны — Оттавы.
Территория вокруг залива в основном представляет из себя лесотундру. Окрестности залива почти необитаемы: на 1 квадратный километр приходится менее 2 человек. Район залива является частью бореальной климатической зоны. Высота залива над уровнем моря — 346 метров.
Среднегодовая температура в этом районе составляет −7 °C. Самый жаркий месяц — июль, когда средняя температура составляет +14 °C, самый холодный — декабрь со средней температурой −24 °C.